# Bromus interruptus
Bromus interruptus (лат.) — вид однодольных растений рода Костёр (Bromus) семейства Злаки (Poaceae).

## Ботаническое описание
Однолетнее либо двулетнее травянистое растение высотой 20—100 см. Стебли прямостоячие, мало опушённые, имеют от двух до четырёх узлов.
Листья зелёные, длиной 6—20 см и шириной 2—6 мм, с заострённой вершиной. Лигулы плёнчатые, зубчатые, длиной 1—2 мм.
Соцветие  — плотная, продолговатая метёлка длиной 2—9 см и толщиной до 20 мм. Колосок сидячий, серовато-зелёного цвета, до 15 мм длиной. Лемма содержит от 5 до 11 цветков. Каждый колосок содержит от пяти до восьми цветков. Пыльники длиной до 1,5 мм.
Плод  — зерновка.
Число хромосом 2n = 28.

## Ареал
Эндемик юго-восточной Англии.

## Охранный статус
Вид, исчезнувший в дикой природе. Последний раз был найден в дикой природе в 1972 году.